# Jean-Baptiste de Villers
Pour les articles homonymes, voir Villers.
Jean-Baptiste de Villers est une personnalité française qui a exercé les fonctions de gouverneur de Bourbon au début du XVIIIe siècle : il a été le gouverneur de l'île du sud-ouest de l'océan Indien désormais appelée La Réunion entre le 12 juin 1701 et le 5 mars 1709. 

## Biographie
En 1702, il promulgue une ordonnance sur les châtiments. Cette ordonnance distingue les châtiments entre Blancs et Noirs pour les mêmes délits.
Il doit faire face à une intensification du marronnage et à un complot en 1705,.
Durant son mandat, il a procédé à l'exploration de l'île.

## Postérité
Son nom a été donné à un sommet de la Plaine des Cafres, visitée à cette époque, le Piton de Villers.